# 築山節
築山 節（つきやま たかし、1950年 - ）は、日本の脳神経外科医、北品川クリニック・予防医学センター所長。

## 経歴
愛知県生まれ。1978年、日本大学医学部卒業。1982年、日本大学大学院医学研究科修了。医学博士。論文の題は「Sympathetic influence on the coupling of local cerebral blood flow and neuronal activity (神経活動と脳血流量の連関における頸部交感神経の役割) 」。埼玉県立小児医療センター脳神経外科医長、財団法人河野臨床医学研究所附属第三北品川病院長、同財団理事長などを経て公益財団法人河野臨床医学研究所附属北品川クリニック所長。1992年、脳疾患後の脳機能回復をはかる「高次脳機能外来」を開設した。

## 人物
数多くの診断治療や研究に携わってきた経験をもとに、「脳に良い生活習慣」を提唱している。2006年の著書『脳が冴える15の習慣』は大ベストセラーになった。

## 著書

### 単著
- 『働きざかりの脳がなぜボケる』講談社、1997年。ISBN 9784062086158。
- 『わかりやすい脳の機能とボケの知識』オーム社、1998年。ISBN 9784274023712。
- 『ボケを防ぐための脳機能トレーニング』オーム社、1998年。ISBN 9784274023835。
- 『ど忘れ : あなたの脳のキケン信号』文春ネスコ、2000年。ISBN 9784890361007。
- 『ボケ連鎖』講談社、2001年。ISBN 9784062103756。
- 『脳を若々しくするとっておき60の方法。 : これならできる!』主婦と生活社〈生活シリーズ〉、2001年。ISBN 9784391613087。
- 『若年性健忘症を治す』講談社〈健康ライブラリー〉、2004年。ISBN 9784062592536。
- 『フリーズする脳 : 思考が止まる、言葉に詰まる』NHK出版〈生活人新書〉、2005年。ISBN 9784140881637。
- 『脳が冴える15の習慣 : 記憶・集中・思考力を高める』NHK出版〈生活人新書〉、2006年。ISBN 9784140882023。
- 『脳と気持ちの整理術 : 意欲・実行・解決力を高める』NHK出版〈生活人新書〉、2008年。ISBN 9784140882504。
- 『脳から変えるダメな自分 : 「やる気」と「自信」を取り戻す』NHK出版、2009年。ISBN 9784140813706。
  - 『脳から自分を変える12の秘訣 : 「やる気」と「自信」を取り戻す』〈新潮文庫〉2013年。ISBN 9784101386515。 - 『脳から変えるダメな自分』を改題し、文庫化したもの
- 『ボケは連鎖する』〈光文社知恵の森文庫〉2009年。ISBN 9784334785413。
- 『脳が冴える勉強法 : 覚醒を高め、思考を整える』〈NHK出版新書〉2012年。ISBN 9784140883693。
- 『頭の働きが「最高によくなる」本』三笠書房〈知的生きかた文庫〉、2012年。ISBN 9784837981091。
- 『一生衰えない脳のつくり方・使い方 : 成長する脳のマネジメント術』さくら舎、2012年。ISBN 9784906732203。
- 『頭が良くなる脳の時間割（タイムテーブル） : 起床後から仕事中、アフター5、睡眠中まで、脳に効く24のコツ』マガジンハウス、2013年。ISBN 9784838725687。
- 『脳が加速する3つの習慣 : 読む・書く・話すで「直観力」をみがく』宝島社、2013年。ISBN 9784800205896。
- 『いくつになっても、脳は磨ける : 「アンチエイジング脳」読本』〈講談社＋α新書〉2014年。ISBN 9784062728157。
- 『定年認知症にならない : 脳が冴える新17の習慣』集英社、2017年。ISBN 9784087815610。
- 『脳神経外科医が教える! : 「疲れない脳」のつくり方』〈PHPビジネス新書〉2017年。ISBN 9784569835747。

### 共著
- 宗次徳二・築山節・髙田明・和田裕美・小池龍之介 監修 編『賢人の習慣術 : 小さな変化で差はつく! 一日24時間を最高効率で過ごせ!』幻冬舎、2012年。ISBN 9784344902503。